# Elektro Łaziska Górne
Elektro Łaziska Górne – sekcja hokeja na lodzie klubu sportowego Łaziskach Górnych, rozwiązana w 1977 roku.

## Historia
Klub hokeja na lodzie z Łazisk Górnych działał w latach 1953-1977, początkowo jako „Ogniwo”, następnie „Sparta”, później „Elektro”. Swoje mecze domowe drużyna rozgrywała na nieistniejącym już lodowisku przy ulicy Fryderyka Chopina 13 (obiekt mógł pomieścić niecałe 5 tys. widzów). Zespół brał udział w rozgrywkach ligi okręgowej katowickiej (wzgl. śląskiej), a także w II lidze w latach 60.

## Sezony
- 1953/54 – Ogniwo Łaziska Górne – B klasa (1. miejsce – awans do A klasy)
- 1954/55 – Sparta Łaziska Górne – A klasa (5. miejsce)
- 1955/56 – Sparta Łaziska Górne – A klasa (1. miejsce – awans do III ligi śląskiej)
- 1956/57 – Sparta Łaziska Górne – III liga – śląska (6. miejsce)
- 1957/58 – Elektro Łaziska Górne – III liga – śląska (7. miejsce)
- 1958/59 – Elektro Łaziska Górne – III liga – śląska (3. miejsce)
- 1959/60 – Elektro Łaziska Górne – III liga – śląska (4. miejsce)
- 1960/61 – Elektro Łaziska Górne – III liga – śląska (3. miejsce)
- 1961/62 – Elektro Łaziska Górne – III liga – śląska (1. miejsce – mistrzostwo Śląska – baraż i awans do II ligi)
- 1962/63 – Elektro Łaziska Górne – II liga – południe (4. miejsce)
- 1963/64 – Elektro Łaziska Górne – II liga – południe (7. miejsce)
- 1964/65 – Elektro Łaziska Górne – II liga – południe (7. miejsce)
- 1965/66 – Elektro Łaziska Górne – II liga – południe (7. miejsce – baraż i spadek do III ligi śląskiej)
- 1966/67 – Elektro Łaziska Górne – III liga – śląska (2. miejsce – baraż i brak awansu do II ligi)
- 1967/68 – Elektro Łaziska Górne – III liga – śląska (1. miejsce – baraż i brak awansu do II ligi)
- 1968/69 – Elektro Łaziska Górne – III liga – śląska (1. miejsce – mistrzostwo Śląska – baraż i brak awansu do II ligi)[1]
- 1969/70 – Elektro Łaziska Górne – III liga – śląska (1. miejsce – mistrzostwo Śląska – baraż i brak awansu do II ligi)[2]
- 1970/71 – Elektro Łaziska Górne – III liga – śląska (1. miejsce – mistrzostwo Śląska – baraż i brak awansu do II ligi)[3]
- 1971/72 – Elektro Łaziska Górne – III liga – południowa (2. miejsce – rezygnacja z udziału w barażu o awansu do II ligi)
- 1972/73 – Elektro Łaziska Górne – III liga – południowa (2. miejsce – baraż i awans do II ligi)
- 1973/74 – Elektro Łaziska Górne – II liga (8. miejsce, wycofanie w trakcie II rundy sezonu, degradacja)[4]
- 1974/75 – Elektro Łaziska Górne – III liga (2. miejsce w lidze okręgowej katowickiej)
- 1975/76 – Elektro Łaziska Górne – III liga (1. miejsce w lidze okręgowej katowickiej)
- 1976/77 – Elektro Łaziska Górne – sekcja juniorów